# Mercado Comum da África Oriental e Austral

Membros atuais
Ex-membros

A COMESA, do seu nome em inglês, Common Market for Eastern and Southern Africa (Mercado Comum da África Oriental e Austral) é uma organização de integração econômica entre países da África que tem como objetivo promover a prosperidade econômica dos estados membros, através do estabelecimento de uma área de livre comércio.
A COMESA tem 19 estados membros, não só das duas sub-regiões indicadas no seu nome, África oriental e África austral, mas também do norte de África (Líbia e Egito).
O tratado que fundou a COMESA foi assinado em 5 de novembro de 1993, em Campala, Uganda, e foi ratificado a 8 de dezembro de 1994 em Lilongué, Maláui. Esta organização substituiu a “Área de Comércio Preferencial” (Preferential Trade Area, ou PTA) que existia desde 1981.
Com uma população de mais de 385 milhões de habitantes e um valor anual de importações de cerca de US$ 32 bilhões, a COMESA forma um mercado enorme, tanto a nível de comércio interno como externo. O secretariado desta organização encontra-se em Lusaca, Zâmbia. A COMESA é sócia do Banco de Comércio e Desenvolvimento da África Oriental e Austral (Eastern and Southern African Trade and Development Bank) de Nairóbi, Quénia.

## Breve história da COMESA
As origens da COMESA vêm da década de 1960: em outubro de 1965, a ECA (Comissão Económica para África, um organismo das Nações Unidas) convocou uma reunião ministerial dos estados independentes da África oriental e da África austral para discutir as propostas para o estabelecimento dum mecanismo de Integração económica entre países. A reunião teve lugar em Lusaca, na Zâmbia, e recomendou a criação duma Comunidade Económica dos Estados da África Oriental e Austral e, para atingir este objetivo, recomendou também a formação dum Conselho de Ministros Interinos, que deveria negociar o tratado e iniciar programas de cooperação económica.
Na primeira reunião do Conselho de Ministros Interino realizada em Adis Ababa, em Maio de 1966, foram adaptados os Termos de Associação e assinados pelos representantes do Burundi, Etiópia, Quénia, Madagáscar, Maláui, Maurícia, Ruanda, Somália, Tanzânia e Zâmbia. Em Novembro de 1967, foi elaborado um programa de ação que seria integrado no Tratado quando este fosse aprovado.
No entanto, só em 21 de dezembro de 1981, numa reunião de Chefes de Estado e de Governo em Lusaca foi assinado o tratado que estabeleceu a “Área de Comércio Preferencial” ou PTA do seu nome em inglês, “Preferential Trade Area for Eastern and Southern African States”. Esta primeira organização tinha o objetivo de atingir uma redução gradual — e eventual eliminação de taxas alfandegárias e doutras barreiras ao comércio regional.
O tratado que estabeleceu a PTA visava a sua transformação num Mercado Comum, o que aconteceu a 5 de Novembro de 1993, quando foi assinado em Campala (Uganda) o tratado que estabelecia a COMESA, que foi ratificado um ano depois em Lilongué, no Maláui.